# D10 (standard di videoregistrazione)
Il D10 è un formato di videoregistrazione professionale, definito dalla raccomandazione SMPTE 356M. Questo formato prevede la compressione del video in MPEG-2, con sottocampionatura 4:2:2, tutti i fotogrammi di tipo intraframe (I) e otto canali audio AES3, solitamente con codifica PCM a 24 bit. Sono possibili bitrate di 30, 40 e 50 Mbit/s.
Questo formato è presente sulle macchine Sony come MPEG IMX, adottato per registrazioni sia su nastro che su disco. Il D10 è anche utilizzato come codec per la registrazione da molti video server.